# 見てはいけないTV
『見てはいけないTV』（みてはいけないティーヴィー）は、BS日テレで2011年から2013年まで、毎夏の深夜に放送されていた心霊現象を題材としたドラマ・バラエティ番組。

## 概要
携帯ホラーサイト「見てはいけない.com」のコンテンツをもとに製作されたDVD作品「見てはいけないDVDシリーズ」で構成されたオムニバス・ホラー番組。
同シリーズは、「稲川淳二の怪談」「心霊写真紹介」「再現ホラードラマ」の3タイトルから成り、2011年から毎年6月に同時発売されている。
シーズン1
第1弾『見てはいけないTV』は2011年7月18日から8月22日まで毎週月曜日23:30 - 24:00（JST）に放送された。全6回。「稲川淳二の絶叫夜話」「ほんとにあった心霊写真」「もっとあなたの知らない世界」の順で3つのコンテンツを放送。
シーズン2
第2弾『見てはいけないTV2012』は、2012年8月9日から8月23日まで毎週木曜日23:30 - 24:00に放送された。全3回。「稲川淳二の絶叫夜話」「ほんとにあった心霊写真」「もっとあなたの知らない世界」の順で3つのコンテンツを放送。
シーズン3
第3弾『見てはいけないTV2013』は、2013年8月10日から8月31日まで毎週土曜日23:30 - 24:00に放送された。全4回。「稲川淳二の最恐夜話」「ほんとにあった心霊写真」「もっとあなたの知らない世界」「見てはいけない怨念動画」の4つのコンテンツを放送。「〜知らない世界」「〜怨念動画」は週替わり。

## 出演
ナビゲーター
- 乗蓮寺住職：遊譽大空（2011,2012年）
- 見てはいけない世界 案内人：斉木しげる（2013年）

コーナー出演
- 怪談伝道師：稲川淳二

アイキャッチ
- 見てはいけないTV - 染谷有香、新井賀子
- 見てはいけないTV2012 - 染谷有香、小原麻衣
- 見てはいけないTV2013 - 染谷有香、新井賀子

## 番組内容
オープニング、エンディングは番組ナビゲーターが登場。2011年と2012年は「見てはいけない.COM」企画・監修の遊譽大空が、2013年は斉木しげるが務めた。また、各パート終わり（「稲川淳二の〜」「ほんとにあった〜」の2回）のCM入り前に女性タレント1人が登場、“某心霊スポット”と称する場所で「見ちゃダメ」とささやく『DAISUKI!』風のアイキャッチが流れる。

### 稲川淳二の絶叫夜話
稲川淳二が怪談を毎回1話披露する。出演は稲川のみ。2013年は「稲川淳二の最恐夜話」にタイトル変更。

### ほんとにあった心霊写真
携帯サイト「見てはいけない.COM」に投稿された心霊写真を紹介する。出演はナレーションのみ。 2011年は山下公平、2012年は吉谷俊彦が担当。

### もっとあなたの知らない世界
「見てはいけない.COM」に投稿された内容を基に構成された実写再現ドラマ。キャストは以下。

#### 2011年
| 死者が呼ぶ森 - 斉藤清斗：清水良太郎 - タクマ：坂功樹 - ケイコ：小橋宏美 | 自殺なう - 鈴木奈々子：鈴木聖奈 - 美香：矢野みのり - さとみ：加藤一華 - かよこ（幽霊）：寺島絵里香 | 忘れられた約束 - 仲川ヒトミ：小松彩夏 - ヒトミの祖母：志水恵実子 - タカトシ：岡田秀治 |

| 見知らぬ女の子 - 木下絵美：金城成美 - 絵美の友人：西潟香菜 - アツシ：上原英寿 - 絵美の父：池田諭 - 絵美の母：まんねんよしこ - 少女：岡崎いちご | 誰も知らない - 佐々木カナ：平田薫 - 本田圭介：長友誠 - カナの友人：藤堂光結 - 圭介の元カノ（幽霊）：北尻翔子 | 物言わぬ隣人 - 吉田光男：市原朋彦 - 翔子：愛葉るび - 幸二：北面武士 - 老婆：宇佐美三枝子 |

#### 2012年
| 黒猫の呪い - 内山エリカ：荻野可鈴 - 内山アオイ：南寧々 - タダシ：松本唯 - 内山家の母：藍島ゆき | 呪いの手紙 - 横山竜一：平埜生成 - かんの：櫻井圭登 - カリヤ：井川大和 - 教師：田中大平 - かんのの友人：大堀峻 | 裏切りの代償 - 三崎京子：星乃みづき - モリタユキオ：山崎潤 - ユキオの奥さん：黒澤恵里 |

#### 2013年
| 中古カメラ - 田川舞子：橋本真帆 - ショウコ：菊地りか - トオル：吉村卓也 - カメラ屋： | 見えてはいけないもの - 水木咲子：神崎れな - 宮下希：高咲里音 - 咲子の友人：高橋春留奈 |

### 見てはいけない怨念動画
「見てはいけない.COM」に投稿された内容を基に構成されたドキュメンタリー風ドラマ。

## 放送リスト
見てはいけないTV （2011）
| 回 | 放送日  | 稲川淳二の絶叫夜話     | もっとあなたの知らない世界 |
| -- | ------- | ---------------------- | -------------------------- |
| 1  | 7月18日 | 闇夜に泣く赤ん坊       | 死者が呼ぶ森               |
| 2  | 7月25日 | 群馬の温泉             | 自殺なう                   |
| 3  | 8月1日  | 実家への道             | 忘れられた約束             |
| 4  | 8月8日  | 芋洗坂で乗せた女       | 見知らぬ女の子             |
| 5  | 8月15日 | 青森の旅館             | 誰も知らない               |
| 6  | 8月22日 | ディレクターのアパート | 物言わぬ隣人               |

見てはいけないTV 2012
| 回 | 放送日  | 稲川淳二の絶叫夜話 | もっとあなたの知らない世界 |
| -- | ------- | ------------------ | -------------------------- |
| 1  | 8月9日  | 八王子の首無し地蔵 | 黒猫の呪い                 |
| 2  | 8月16日 | 劇場の恐怖         | 呪いの手紙                 |
| 3  | 8月23日 | 西伊豆の弁天岩     | 裏切りの代償               |

見てはいけないTV 2013
| 回 | 放送日  | 稲川淳二の最恐夜話 | もっとあなたの知らない世界見てはいけない怨念動画 |
| -- | ------- | ------------------ | ------------------------------------------------ |
| 1  | 8月10日 | クラス会           | 中古カメラ                                       |
| 2  | 8月17日 | 定休日             | 禁断のキャンプ場                                 |
| 3  | 8月24日 | 走り回る子供       | 見えてはいけないもの                             |
| 4  | 8月31日 | 夏の残り香         | ストーカー女の呪い                               |

## スタッフ
見てはいけないTV （2011）
- プロデューサー：大橋孝史、川島正規、上野境介
- 番組演出：市瀬裕士
- 撮影：今井哲郎

見てはいけないTV 2012
- プロデューサー：熊代知也、川島正規
- 番組演出・撮影：曽根剛

以下は共通のスタッフ
- ラインプロデューサー：酒井明
- オープニングアニメーション制作：シュガーレスファクトリー
- オープニング監督/キャラクターデザイン：武藤健司
- 制作プロダクション：ジョリー・ロジャー
- 協力：インターミクス、江川元三、ビデオプランニング
- 特別協力：公式携帯サイト 見てはいけない.COM
- 製作：佐藤明香、国宇克信、あなたの後ろの人
- 製作著作：BS日テレ、リバプール

見てはいけないTV 2013
- プロデューサー：上野境介、酒井明
- 番組演出：廣瀬陽
- 撮影：曽根剛
- オープニングアニメーション制作：シュガーレスファクトリー
- オープニング監督/キャラクターデザイン：武藤健司
- コンテンツプロデューサー：久保田暁
- 制作プロダクション：キャンター
- 協力：インターミクス、江川元三、ビデオプランニング
- 特別協力：ホラーサイト 見てはいけない.COM
- 総合プロデューサー：佐藤明日香、国宇克信
- 製作著作：BS日テレ、リバプール

## 放送局
『見てはいけないTV』 （2011）
- 群馬テレビ - 2012年7月3日,17日,31日、8月7日,14日,21日（火）23:30 - 24:30
- 山梨放送 - 2013年6月11日,12日 25:49 - 26:19（#1-2のみ）
- テレビ大分 - 2012年9月25日（火）25:17 - 25:47

## DVD
全国のセブン-イレブン、セブンネットショッピングにて限定発売。販売元：リバプール
| タイトル                            | 発売日        | 収録話                                                                                              | 製作著作                                       |
| ----------------------------------- | ------------- | --------------------------------------------------------------------------------------------------- | ---------------------------------------------- |
| 稲川淳二の絶叫夜話 〜怪奇談〜       | 2011年6月29日 | 西伊豆の弁天岩▲、闇夜に泣く赤ん坊○、群馬の温泉○ 劇場の恐怖▲、八王子の首無し地蔵▲、芋洗坂で乗せた女○ | リバプール、ビデオプランニング ユニJオフィース |
| ほんとにあった心霊写真 ─呪い─       | 2011年6月29日 | | BS日テレ、リバプール                           |
| もっとあなたの知らない世界 ─恐怖編─ | 2011年6月29日 | 誰も知らない○、呪いの手紙▲ 忘れられた約束、○、自殺なう○、鈴の音                                     | BS日テレ、リバプール                           |

| 稲川淳二の絶叫夜話 ─恐怖談─         | 2012年6月27日 | 実家への道○、青森の旅館○、修学旅行 ディレクターのアパート○、目黒スタジオ | リバプール、ビデオプランニング ユニJオフィース |
| ほんとにあった心霊写真 ─祟り─       | 2012年6月27日 |                                                                          | BS日テレ、リバプール                           |
| もっとあなたの知らない世界 ─亡霊編─ | 2012年6月27日 | 死者が呼ぶ森○、物言わぬ隣人○、黒猫の呪い▲ 裏切りの代償▲、見知らぬ女の子○ | BS日テレ、リバプール                           |

| 稲川淳二の最恐夜話              | 2013年6月14日 | クラス会■、定休日■、旧ニッポン放送の怪 走り回る子供■、犬鳴き峠、小淵沢のツーリング                                            | リバプール、ビデオプランニング ユニJオフィース |
| ほんとにあった心霊写真 〜幻惑〜 | 2013年6月14日 | | BS日テレ、リバプール                           |
| 見てはいけない怨念動画          | 2013年6月14日 | 保育園の女、禁断のキャンプ場■、サバイバル・ゲーム、＜死＞を見た ストーカー女の呪い■、もう一人いる……、消えた父と息子、霊感教師 | BS日テレ、リバプール                           |

○ - 『見てはいけないTV』（2011）　▲ - 『同 2012』　■ - 『同 2013』 で放送